# Lido (Haarlem)
De Lido, soms ook het Lido Theater genoemd, is een voormalige bioscoop in de Noord-Hollandse stad Haarlem. De bioscoop was gelegen aan de oostkant van het Houtplein in het stadsdeel Haarlem Zuid-West, net even ten zuiden van het stadscentrum.

## Geschiedenis
Het pand, dat aan de oostzijde van het Houtplein stond, deed in de jaren 20 van de 20ste eeuw dienst als winkelruimte van N.V. Van Basten's woninginrichting. Vanaf 1935 tot in ieder geval 1949 was er een café-restaurant gevestigd met de naam Lido. Het café-restaurant had een aantal zalen met onder andere een benedenzaal op de begane grond met een dansvloer die ook gebruikt kon worden voor thé dansant. Op de eerste etage was een zaal ingericht als tearoom. Op de tweede etage werd in 1936 een pingpongzaal geopend, dit was destijds een unicum in de stad.

### Bioscoop
Rond 1950 bestonden er plannen om het voormalige café-restaurant Lido te verbouwen tot bioscoop. Het plan voor deze verbouwing was ingediend bij het gemeentebestuur door de directie van het City Theater dat was gevestigd aan de Grote Markt. De nieuwe bioscoop zou zo’n 600 stoelen krijgen. In vergelijking de City had zo’n 230 stoelen.
Begin 1951 werden de plannen bekendgemaakt. En moest enkel de Nederlandse Bioscoopbond goedkeuring geven voor de bouw van het theater. Volgens het plan zou het op de begane grond enkel de ontvangstruimte herbergen met daar achter een hal met een trappenpartij naar de eerste verdieping. Op de eerste verdieping kwam de zaal die plek moest gaan bieden aan 466 toeschouwers. Nog een trap hoger bevond zich op de tweede verdieping het balkon met plek voor 204 toeschouwers. Dit zou het totaal aantal plekken voor toeschouwers op 670 moeten brengen. Het ontwerp voor dit nieuwe theater werd gemaakt door architect G.A.M. Loogman. Het Lido zou dienst doen als een zogenoemde eerste-vertoningstheater en de City werd een reprisetheater.
De bouw van het nieuwe theater was in volle gang rond oktober 1951, daarvoor was het voormalige café-restaurant gesloopt. In maart 1952 naderde de bouw zijn voltooiing. En op 1 april 1952 opende de bioscoop met de vertoning van Bright Victory. Bij de opening had het theater 672 stoelen, 426 in de zaal en 246 op het balkon.
Vanaf 1955 werd de bioscoop beheerd door de Exploitatie Lido NV. Rond 1968 werden films geprojecteerd vanaf 70mm-film. Omstreeks 1975 kwam de bioscoop in handen van Wolff Cinema Group.

### Sluiting en provinciekantoor

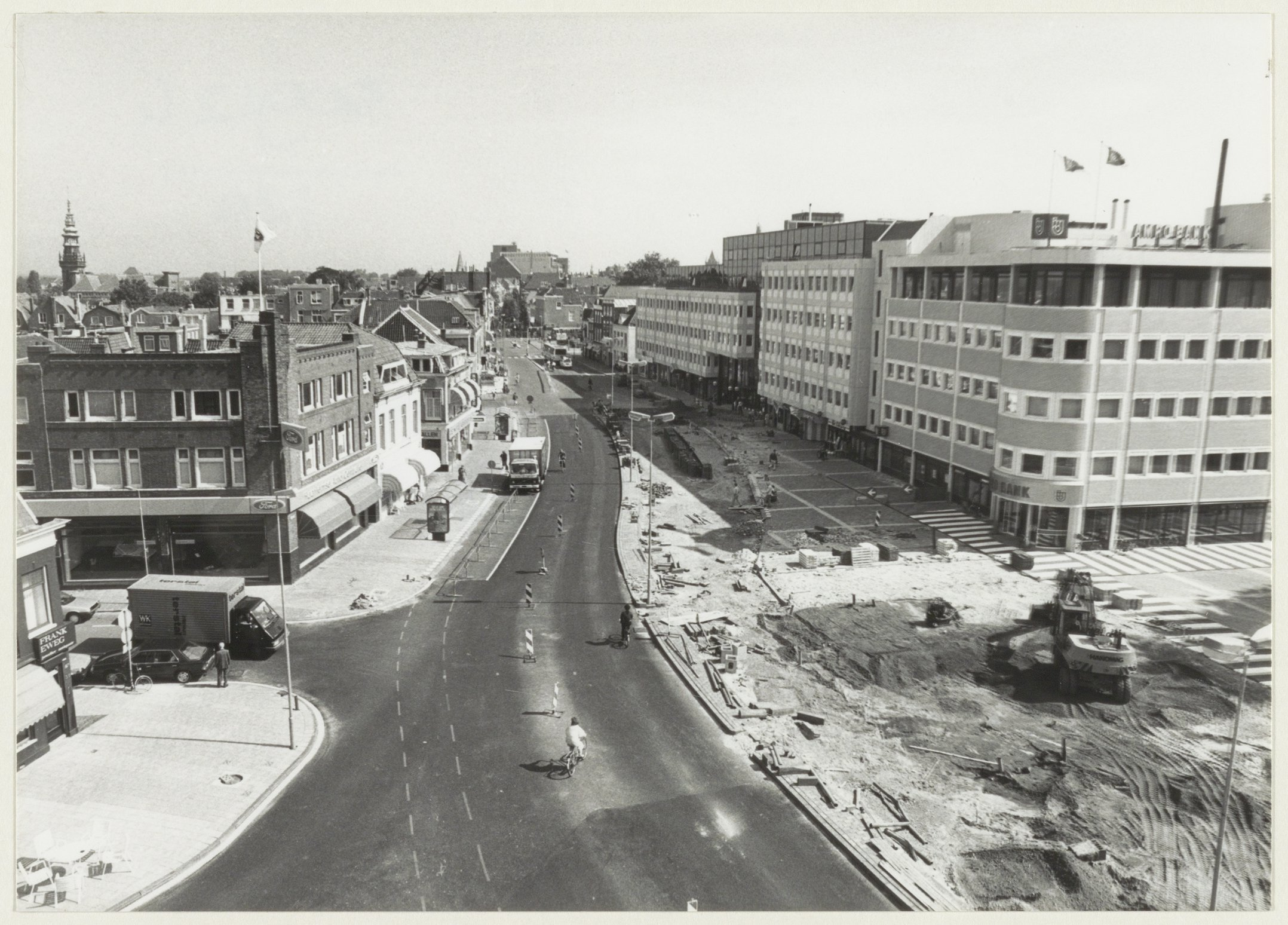
Overzicht van het Houtplein vanuit het zuiden, met rechts op de foto het eind jaren 80 gebouwde provinciekantoor van Noord-Holland en het kantoor van de toenmalige AMRO Bank op de locatie van onder andere het Lido in juli 1989

De Lido is begin jaren tachtig van de 20e eeuw gesloten. Het gebouw was na de sluiting van de bioscoop in gebruik als veilinghuis. Deze bestemming was van tijdelijke duur. Het Houtplein was in afwachting van de reconstructie die uiteindelijk eind jaren 80 plaat vond. Bij deze reconstructie werd de meeste bebouwing aan de oostkant van het Houtplein gesloopt, waaronder het voormalige Lido Theater. 
Op de plaats van deze bebouwing kwam uitbreiding van het Noord-Hollandse provinciehuis dat even verderop in het Frederikspark sinds 1930 de locatie Paviljoen Welgelegen betrekt. Het eind jaren 80 gebouwde provinciekantoor werd zo’n 20 jaar later aan het begin van de 21ste eeuw opnieuw vervangen door nieuwbouw van de provincie. Hiermee ging het energielabel van het kantoor van G naar A++, aldus de provincie.